# 謝浩霖訴入境事務處處長案
《謝浩霖訴入境事務處處長》（英語：Tse Henry Edward v Commissioner of Registration），連同前案Q訴入境事務處處長（英語：Q v Registration Commissioner），是由香港終審法院審理的標誌性案例，該案裁定香港政府要求變性人進行全面的性別重置手術才能更改身份證明文件上的法定性別是侵犯了《香港人權法案條例》第14條中的私生活保護權。

## 背景
原告人謝浩霖是一位變性人，其生理性别为女性，但英國護照上列出的法定性別為男性，且謝自幼便認為自己是一名男性，並曾接受心理治療、荷爾蒙治療、乳房切除手術和實際生活體驗，在醫學角度已經充分證明謝毋須進行其他外科手術便能融入社會。謝多年來因其身份證明文件上顯示的性別而造成諸多不便，例如申請青年旅舍被拒、到銀行提款時被懷疑並非本人等，因此打算申請更改性別。
香港居民必須攜帶香港身份證，該證件列有持有人的姓名和性別標記等個人資料，其中性別標記是核實持有人身份的主要資料，但該標記並不代表持有人受法律承認的性別。由於入境事務處處長頒佈了一項新政策，要求變性人必須接受全面的變性手術，方可更改其身份證上的性別標記。因此，上訴人針對該政策申請司法覆核，認為此規定違反了《香港人權法案條例》第14條中的私生活保護權。《香港人權法案條例》第14條等同於《歐洲人權公約》第8條。
原告人與另外二人在2017年曾申請司法覆核，但在原訟庭和上訴庭均被裁定敗訴。

## 裁決
終審法院的五位法官一致裁定上訴得直，並推翻下級法院的判決，書面判詞由常任法官李義和霍兆剛共同頒佈。
法庭認為入境處的政策涉及與個人因素相關的價值觀，因此在作判斷時應採用比例原則，以「不多於合理的必要性」作為審查標準。法院認為，由入境處決定如何接受性別更改申請的政策並不符合上述原則，並以三個理由駁回入境處拒絕上訴人更改性別的決定：
- 首先，法院不接受入境處所提出的論點，即進行全面的變性手術是唯一可行和可證明當事人性別的標準。法院引用了其他司法系統的案例，並指出在其他地區進行修改性別評估時的申請不需要如此費時費力的過程。[1]
- 其次，法院亦駁回入境處稱要避免因變性人的外貌與性別標記不一致而造成行政問題的論點，並指出大部份造成行政問題的情況是源自於當事人的外貌，而非他們的生殖器官。[1]
- 第三，法院認為出現因女性變性後懷孕而被迫逆轉性別的情況機會不大，亦並非要求進行全面變性手術的合理理由。[1]

該政策不符合比例原則，應被視為違憲。法院在附註中指出，該政策無論如何也未能在保障變性人的權利和社會利益之間取得合理平衡。因此，法院最終裁定入境處處長拒絕上訴人更改其身份證上性別標記的決定無效，以及入境處要求變性人進行全面變性手術後才能更改性別的政策違憲。